# 碼頭號節點艙
碼頭號節點艙（Prichal，俄语：Узловой Модуль "Причал"）是一个俄罗斯航天器，它是一個球形密封舱，重量达4.65吨，舱体直径3.3米，气密容积19立方米。該航天器於2011年1月15日完成初步設計，协调世界时2021年11月24日13:06:35 ，搭載碼頭號節點艙的进步M-UM货运飞船發射，並於俄羅斯當地時間11月26日18时19分與國際空間站對接。2022 年1月19日，俄罗斯航天员出舱活动，並在码头号节点舱和国际空间站之间铺设电缆。